# Take Off Your Pants and Jacket
Take Off Your Pants and Jacket er Blink-182s fjerde studiealbum. Det blev udgivet den 12. juni 2001 ved MCA Records og indeholdt hitsinglerne "The Rock Show", "First Date" og "Stay Together For The Kids". Albummet har solgt omkring 4,5 millioner registreringer på verdensplan, samtidig med at gå dobbelt platin i USA. Coveret var oprindeligt trykt i tre forskellige udgaver, hver med sit motiv (den røde: take off fly, den gule: bukser og den grønne: jakke). Disse udgaver var også pakket i Digipak-kassetter. Hver anden type CD havde en særskilt duo af skjulte spor, en alvorlig, den anden en sjov sang. 
Albummets titel er et ordspil på den mandlige onani ("take off your pants and jack it").
Albummet blev en kæmpe succes debutterende som nummer 1 og har solgt mere end 350.000 eksemplarer i sin første uge på Billboard 200 og er dermed bandets første album til at gøre det og er desuden Blink-182s andetbedst sælgende album.

## Spor
Alle sange er skrevet og sammensat af Tom DeLonge, Mark Hoppus og Travis Barker. 
1. "Anthem Part Two" – 3:48
2. "Online Songs" – 2:25
3. "First Date" – 2:51
4. "Happy Holidays, You Bastard" – 0:42
5. "Story of a Lonely Guy" – 3:39
6. "The Rock Show" – 2:51
7. "Stay Together for the Kids" – 3:59
8. "Roller Coaster" – 2:47
9. "Reckless Abandon" – 3:06
10. "Everytime I Look for You" – 3:05
11. "Give Me One Good Reason" – 3:18
12. "Shut Up" – 3:20
13. "Please Take Me Home" – 3:05

Sporene varer tilsammen 46:38.